# Шингеттиская соборная мечеть
 Всемирное наследие

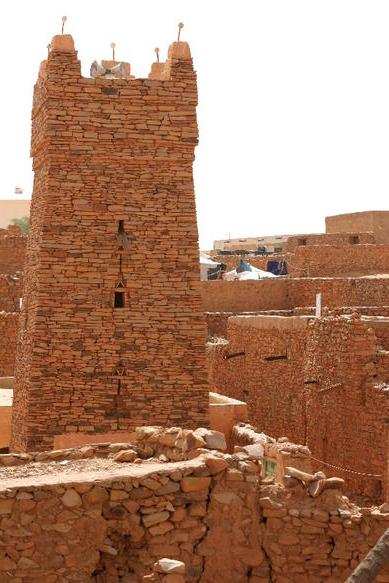
Минарет мечети Шингетти

Шингеттиская соборная мечеть (араб. مسجد شنقيط‎, фр. Mosquée Shingetti) — древний религиозный центр, созданный основателями города-оазиса Шингетти в мавританской области Адрар в тринадцатом или четырнадцатом столетии.

## Архитектура
Минарет этой древней структуры, как предполагается, является вторым по древности минаретом, находящимся в непрерывном использовании, во всём мусульманском мире. Структура здания состоит из молитвенной комнаты с четырьмя проходами и двойными нишами — символической дверью, или михрабом, указывающим на Мекку, и открытого внутреннего двора. Среди её самых отличительных особенностей — каменная кладка из расколотого известняка, квадратная башня минарета, а также сознательное отсутствие украшений, что соответствовало строгим маликитским верованиям основателям города. Мечеть и её минарет часто считают национальной эмблемой Исламской республики Мавритания.
В 1970-х мечеть была восстановлена усилиями ЮНЕСКО, но ей, наряду с городом, продолжает угрожать интенсивное опустынивание.